# Río Lía
El río Lía es un curso natural de agua que nace en la cordillera de Nahuelbuta y desemboca en el río Carampangue que es el río principal de la cuenca.

## Trayecto
El río nace al suroeste de Santa Juana y fluye con dirección general poniente hasta desembocar en el río Carampangue.

## Historia
Luis Risopatrón lo describe en su Diccionario Jeográfico de Chile (1924):
Lía (Riachuelo de) 37° 17' 73° 10'. Es de poco caudal, nace en las faldas W de la parte N de la cordillera de Nahuelbuta, corre hácia el W en una abra pendiente, estrecha i tortuosa i se vácia en la márjen N del rio Conumo, tributario del rio Carampangue. 62, I, p. 200; i 155, p. 366; i Elias en 155, p. 263; i 156.
Astaburuaga lo describe como:
Lía (Riachuelo de).-—Corriente de agua de poco caudal, que nace de la altura oriental de la cordillera de Nahuelvuta por la parte del departamento de Arauco y corre generalmente hacia el O. por una abra pendiente, estrecha y tortuosa hasta echarse en la margen derecha del Carampangue á cosa de tres kilómetros más arriba de la villa del nombre de este río. Hacia su nacimiento cruza dicha cordillera un camino que sube desde la parte de Arauco y va al oriente á la villa de Santa Juana. El antiguo mapa de Poncho Chileno llama á esta subida cuesta de la Lía, y algunos dicen de Elías, nombre que también suelen dar al riachuelo.